# سفارت قرقیزستان در لندن
سفارت قرقیزستان در لندن (به انگلیسی: Embassy of Kyrgyzstan) یک سفارت در بریتانیا است که در شهر وست‌مینستر واقع شده‌است.